# Campeonato Brasileiro Série C 2023
In 2023 werd het 33ste Campeonato Brasileiro Série C gespeeld, de derde hoogste klasse van het Braziliaanse voetbal. De competitie werd gespeeld van 2 mei tot 22 oktober. Amazonas werd kampioen.
Het competitieformat was hetzelfde als het voorgaande jaar. De top acht plaatste zich voor de tweede fase, waar de clubs in twee groepen verdeeld werden. De groepswinnaars van die tweede fase speelden nog een finale om de algemene titel, de twee tweedes in beide groepen promoveerden ook.

## Eerste fase
| Plaats | Club                 | Wed. | W  | G | V  | Saldo | Ptn. |
| ------ | -------------------- | ---- | -- | - | -- | ----- | ---- |
| 1.     | Operário Ferroviário | 19   | 10 | 6 | 3  | 19:10 | 36   |
| 2.     | Volta Redonda        | 19   | 10 | 3 | 6  | 33:19 | 33   |
| 3.     | Amazonas             | 19   | 9  | 5 | 5  | 23:20 | 32   |
| 4.     | Brusque              | 19   | 9  | 4 | 6  | 25:14 | 31   |
| 5.     | São José             | 19   | 8  | 7 | 4  | 30:21 | 31   |
| 6.     | Botafogo-PB          | 19   | 7  | 9 | 3  | 25:20 | 30   |
| 7.     | Paysandu             | 19   | 8  | 5 | 6  | 21:26 | 29   |
| 8.     | São Bernardo         | 19   | 7  | 8 | 4  | 20:17 | 29   |
| 9.     | Confiança            | 19   | 8  | 4 | 7  | 23:26 | 28   |
| 10.    | Náutico              | 19   | 6  | 9 | 4  | 25:24 | 27   |
| 11.    | Remo                 | 19   | 6  | 7 | 6  | 20:18 | 25   |
| 12.    | CSA                  | 19   | 5  | 9 | 5  | 15:13 | 24   |
| 13.    | Ypiranga de Erechim  | 19   | 6  | 5 | 8  | 26:23 | 23   |
| 14.    | Floresta             | 19   | 5  | 8 | 6  | 14:17 | 23   |
| 15.    | Aparecidense         | 19   | 6  | 4 | 9  | 17:20 | 22   |
| 16.    | Figueirense          | 19   | 5  | 7 | 7  | 19:18 | 22   |
| 17.    | Manaus               | 19   | 5  | 5 | 9  | 13:24 | 20   |
| 18.    | América de Natal     | 19   | 4  | 7 | 8  | 12:21 | 19   |
| 19.    | Altos                | 19   | 2  | 7 | 10 | 14:28 | 13   |
| 20.    | Pouso Alegre         | 19   | 3  | 3 | 13 | 11:26 | 12   |

|  | Geplaatst voor tweede fase |
|  | Degradatie                 |

## Tweede fase

### Groep B
| Plaats | Club                 | Wed. | W | G | V | Saldo | Ptn. |
| ------ | -------------------- | ---- | - | - | - | ----- | ---- |
| 1.     | Brusque              | 6    | 4 | 1 | 1 | 9:7   | 13   |
| 2.     | Operário Ferroviário | 6    | 2 | 1 | 3 | 9:9   | 7    |
| 3.     | São Bernardo         | 6    | 2 | 1 | 3 | 6:6   | 7    |
| 4.     | São José             | 6    | 1 | 3 | 2 | 5:7   | 6    |

|  | Geplaatst voor finale en Série B 2024 |
|  | Promotie naar Série B 2024            |

### Groep C
| Plaats | Club          | Wed. | W | G | V | Saldo | Ptn. |
| ------ | ------------- | ---- | - | - | - | ----- | ---- |
| 1.     | Amazonas      | 6    | 4 | 0 | 2 | 9:4   | 12   |
| 2.     | Paysandu      | 6    | 3 | 1 | 2 | 7:6   | 10   |
| 3.     | Volta Redonda | 6    | 3 | 1 | 2 | 6:7   | 10   |
| 4.     | Botafogo-PB   | 6    | 1 | 0 | 5 | 6:11  | 3    |

## Finale
Heen
|                  |          |       |         |                                                                                     |
| 15 oktober 17:00 | Amazonas | 0 – 0 | Brusque | Arena da Amazônia, Manaus Toeschouwers: 17.473 Scheidsrechter: Rafael Rodrigo Klein |
| 15 oktober 17:00 |          |       |         | Arena da Amazônia, Manaus Toeschouwers: 17.473 Scheidsrechter: Rafael Rodrigo Klein |

Terug
|                  |                             |       |                            |                                                                                       |
| 22 oktober 17:00 | Brusque                     | 1 – 2 | Amazonas                   | Estádio Augusto Bauer, Brusque Toeschouwers: 3.427 Scheidsrechter: Edina Alves Batita |
| 22 oktober 17:00 | Guilherme Queiróz 11' (pen) |       | 44' Diego Torres 56' Sassá | Estádio Augusto Bauer, Brusque Toeschouwers: 3.427 Scheidsrechter: Edina Alves Batita |

### Kampioen
| Campeonato Brasileiro Série C 2023 |
| Amazonas                           |
| ---------------------------------- |
| AMAZONAS Kampioen (1° titel)       |